# Parcul Național Bryce-Canyon
Bryce-Canyon este un parc național situat în partea de sud-vest a statului Utah, SUA.  Pe teritoriul parcului se află canionul, care de fapt nu este un canion veritabil, ci mai degrabă un amfiteatru natural. Canionul a luat naștere prin procesele de eroziune mai accentuate pe partea estică a platoulului  „Paunsaugunt-Plateau”, structura petrografică aparte au permis o eroziune mai accentuată cauzată de vânt, apă și îngheț formându-se formațiuni geolgice numite hoodoos. In funcție de compoziție rocile sedimentare au culori ce variază între roșu, portocaliu și alb. Bryce-Canyon-Nationalpark se află la altitudinea de 2400 - 2700 m deasupra n.m., parte vestică fiind mai înaltă ca și canioanele din vecinătate Parcul Național Zion sau Parcul Național Grand-Canyon. In regiunea parcului au sosit în anul 1850 primii coloniști albi, iar  canionul denumit după  Ebenezer Bryce care s-a stabilit aici în 1875. In anul 1924 este declarat monument al naturii ca în 1928 să fie declarat parc național, în prezent parcul este vizitat  de ca. un milion de turiști anual.

## Imagini

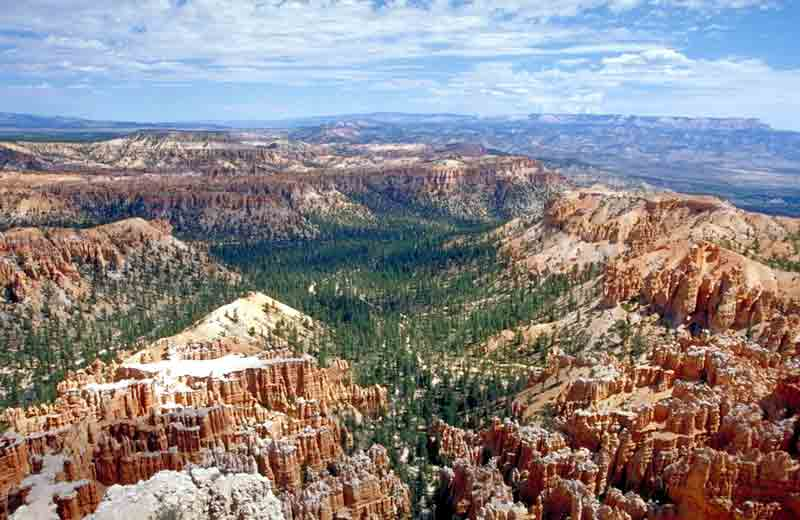
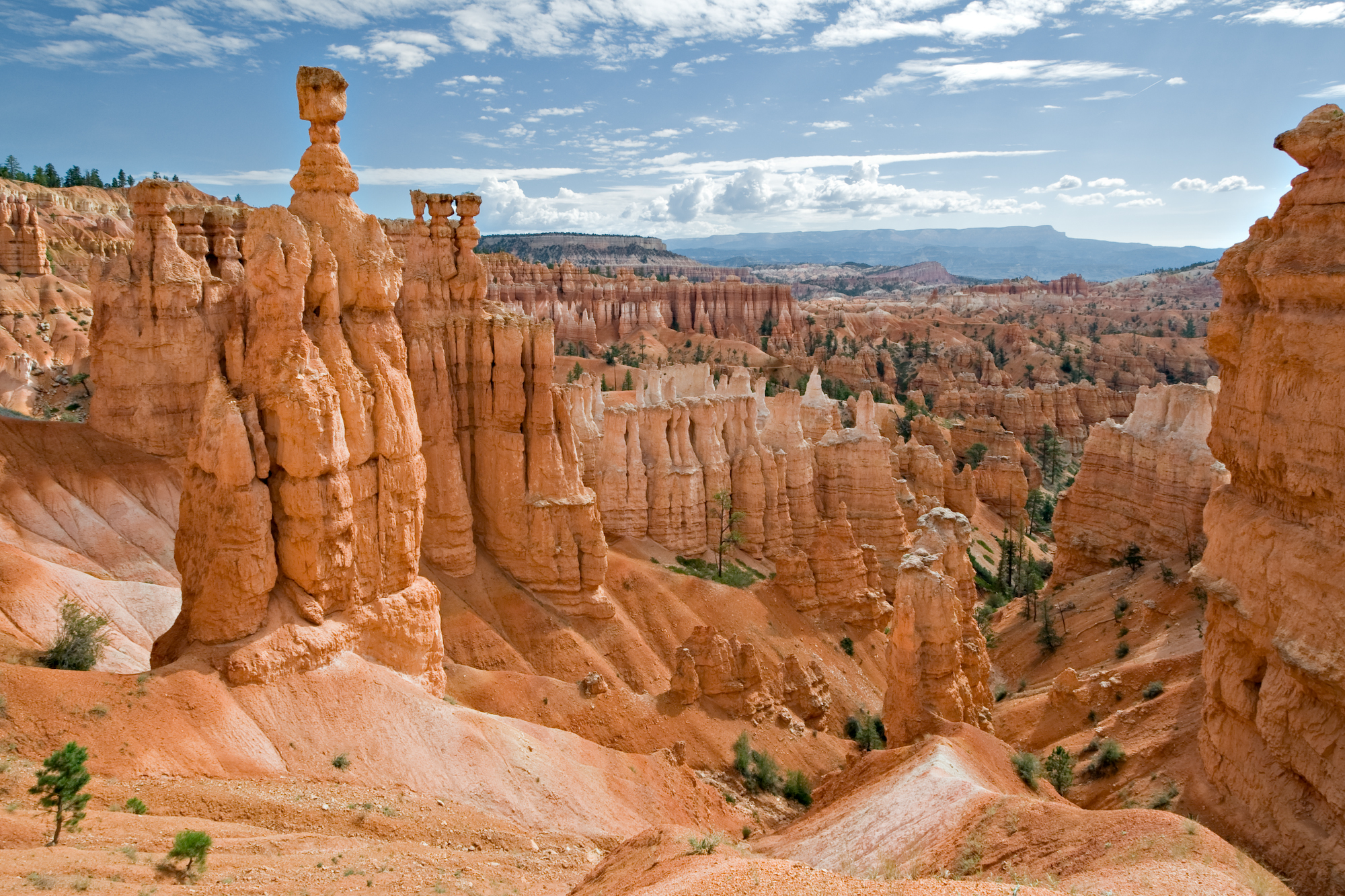